# معركة غورليس تارنو
معركة غورليس تارنو (بالإنجليزية: Gorlice–Tarnów Offensive) هي معركة حدثت خلال الحرب العالمية الأولى، بدأت كهجوم صغير قامت به القوات الألمانية لتخفيف الضغط الروسي على الإمبراطورية النمساوية المجرية في الجبهة الشرقية، ولكن أدى هذا الهجوم إلى الانهيار الكامل للخطوط الروسية وتراجعها بعيدًا لداخل روسيا.